# Arthur Willoughby Barton
Arthur Willoughby Barton (1899. szeptember 14. – 1976. augusztus 24.) angol atomfizikus, nemzetközi labdarúgó-játékvezető. Polgári foglalkozása iskolaigazgató.

## Pályafutása
1922-ben kitüntetéssel lett a fizika professzora. 1922-1925 között a Cavendish Laboratórium (Ernest Rutherford csoport) kutatója. 1926-1939 között a Fizika Mesterei iskola vezetője. 1939-ben a radioaktív bomlás témakörében megvédte doktorátusát. 1939-1965 között a King Edward VII Iskola, majd  City of London School igazgatója.

### Nemzeti játékvezetés
Nemzeti labdarúgó-szövetségének megfelelő játékvezető bizottsága minősítése alapján lett az 1. Liga játékvezetője. Küldési gyakorlat szerint rendszeres partbírói szolgálatot végzett. A nemzeti játékvezetéstől 1939-ben vonult vissza. 

### Nemzetközi játékvezetés
Az Angol labdarúgó-szövetség Játékvezető Bizottsága (JB) terjesztette fel nemzetközi játékvezetőnek, a Nemzetközi Labdarúgó-szövetség (FIFA) 1935-től tartotta nyilván bírói keretében. A FIFA JB központi nyelvei közül a angolt beszéli. Több nemzetek közötti válogatott és klubmérkőzést vezetett, vagy működő társának partbíróként segített. A  nemzetközi játékvezetéstől 1939-ben búcsúzott. Válogatott mérkőzéseinek száma: 6.

#### Olimpiai játékok
Az 1936. évi nyári olimpiai játékok labdarúgó tornájának döntő találkozóit, ahol a FIFA JB bírói szolgálatra alkalmazta. A kor elvárása szerint az egyes számú partbíró játékvezetői sérülésnél átvette a mérkőzés vezetését. Partbíróként egy mérkőzésre, egyes pozícióban kapott küldést.
| Időpont             | Helyszín                 | Mérkőzés típusa   | Mérkőzés               | Eredmény | Nézők száma |
| ------------------- | ------------------------ | ----------------- | ---------------------- | -------- | ----------- |
| 1936. augusztus 7.  | Post Stadion, Berlin     | egyik negyeddöntő | Németország–Norvégia   | 0 – 2    | 55 000      |
| 1936. augusztus 11. | Olimpiai Stadion, Berlin | egyik elődöntő    | Ausztria–Lengyelország | 3 – 1    | 82 000      |

#### Brit Bajnokság
1882-ben az Egyesült Királyság brit tagállamainak négy szövetség úgy döntött, hogy létrehoznak egy évente megrendezésre kerülő bajnokságot egymás között. Az utolsó bajnoki idényt 1983-ban tartották.
| Időpont           | Helyszín                   | Mérkőzés típusa | Mérkőzés             | Eredmény | Nézők száma |
| ----------------- | -------------------------- | --------------- | -------------------- | -------- | ----------- |
| 1936. december 2. | Dens Park, Dundee          | csoportmérkőzés | Skócia–Wales         | 1 – 2    | 23 858      |
| 1939. március 15. | Racecourse Ground, Wrexham | csoportmérkőzés | Wales–Észak-Írország | 3 – 1    | 22 997      |

#### Skandináv Bajnokság
Nordic Championships/Északi Kupa labdarúgó tornát Dánia kezdeményezésére az első világháború után, 1919-től a válogatott rendszeres játékhoz jutásának elősegítésére rendezték a Norvégia, Dánia, Svédország részvételével. 1929-től a Finnország is csatlakozott a résztvevőkhöz. 1983-ban befejeződött a sportverseny.
| Időpont              | Helyszín               | Mérkőzés típusa | Mérkőzés            | Eredmény | Nézők száma |
| -------------------- | ---------------------- | --------------- | ------------------- | -------- | ----------- |
| 1937. szeptember 19. | Ullevaal Stadion, Oslo | csoportmérkőzés | Norvégia–Svédország | 3 – 2    | 29 344      |

## Írásai
Több publikációja jelent meg. Tankönyve a hő és fény, témakörét foglalja össze (ISBN B0000CLWRV).